# Ortolog
Ortologi – homologi (białka lub fragmenty DNA/RNA o wspólnym pochodzeniu ewolucyjnym), których powstanie (rozdział) nastąpiło w wyniku specjacji (co odróżnia je od paralogów).
Na przykład, roślinne białko regulatorowe FLU występuje zarówno u Arabidopsis (wielokomórkowa roślina wyższa), jak i Chlamydomonas (jednokomórkowa zielenica). Wersja Chlamydomonas jest bardziej złożona: przecina błonę dwa razy (u Arabidopsis raz), zawiera dodatkowe domeny i ulega alternatywnemu splicingowi. Pomimo tego może całkowicie zastąpić dużo prostsze białko u Arabidopsis, po zamianie metodami inżynierii genetycznej.
Ortologia jest ściśle związana z pochodzeniem, jednak ustalenie pokrewieństwa między sekwencjami białkowymi lub DNA/RNA dwu różnych organizmów jest trudne, gdyż podobieństwo sekwencji nie implikuje jednoznacznie homologii. Ortologi często, ale nie zawsze, pełnią tę samą funkcję.
Sekwencje ortologiczne dostarczają użytecznych informacji do badań filogenetycznych. Stopień podobieństwa sekwencji jest bardzo pomocną informacją w określaniu pokrewieństwa organizmów, z których dane ortologi pochodzą. Wysokie podobieństwo sekwencji aminokwasowej/nukleotydowej wskazuje na bliskie pokrewieństwo organizmów, natomiast organizmy, których specjacja nastąpiła wcześniej będą wykazywać większą rozbieżność w sekwencjach ortologicznych.